# Phulchoki
Phulchoki es la más alta de las montañas que rodean el valle de Katmandú. Tiene 2782 m de altitud. En la cima hay un pequeño santuario dedicado a Phulchoki, la madre del bosque. También se encuentran en la cima las torres de la televisión nepalí. A los pies de la montaña, a 1400 m, se encuentra Godawari.

## Características
La cima está a 16 km al sudeste de Katmandú, en la carena del valle. La montaña está formada por caliza y vetas de mármol metamórfico. Las lluvias son abundantes y mantienen un lujuriante bosque subtropical de Schima wallichii y Castanopsis indica en las vertientes bajas, con Quercus lamellosa y Quercus lanata mezclado con Rhododendron arboreum y pequeños bosquecillos de bambú en las zonas medias, y Quercus semecarpifolia y bambú pequeño en las zonas más altas. Hay una cantera de mármol en la zona baja.
La principal atracción de Phulchoki es la vista de los llanos de Terai y una perspectiva de la línea del cielo sobre el Himalaya al norte, particularmente de Ganesh Himal, Gaurishankar Himal y Langtang Himal.

## Fauna
El lugar es un área de conservación por la biodiversidad. Hay una gran variedad de mariposas, entre ellas Dilipa morgiana y Teinopalpus imperialis, unas 288 especies de aves, entre ellas el turdoide nepalés y la actinodura nepalesa, y numerosos mamíferos, entre ellos, el muntíaco de la India, la marta de garganta amarilla, la ardilla del Himalaya y más raro, el leopardo de las nieves y ciervos. El camino está sembrado de rododendros rojos. El monte se conoce como la colina de las flores.
Hay un sendero de 18 km hasta la cima rodeado de bosque tropical.